# Lowndes megye (Mississippi)
Lowndes megye az Amerikai Egyesült Államokban, azon belül Mississippi államban található. Megyeszékhelye és legnagyobb városa Columbus. Lakosainak száma 58 879 fő (2020. április 1.). Lowndes megye Monroe, Noxubee, Lamar, Pickens, Clay és Oktibbeha megyékkel határos.

## Népesség
A megye népességének változása:
| Lakosok száma | 59 820 | 59 627 | 59 698 | 59 922 | 59 710 | 58 879 |
|               | 2010   | 2011   | 2012   | 2013   | 2015   | 2020   |